# Nymphon micronesicum
Nymphon micronesicum är en havsspindelart som beskrevs av Child, C.A. 1982. Nymphon micronesicum ingår i släktet Nymphon och familjen Nymphonidae. Inga underarter finns listade i Catalogue of Life.